# 肾素-血管紧张素系统

肾素-血管張力素-醛固酮系统解剖图

肾素-血管張力素系统（英語：renin-angiotensin system，简称为RAS）或肾素-血管張力素-醛固酮系统（renin-angiotensin-aldosterone system, RAAS）是一个激素系統。當大量失血或血壓下降時，這個系統會被啟動，用以協助調節體內的長期血壓與細胞外液量（体液平衡）。
当血压降低时，肾脏分泌肾素。肾素催化血管張力素原水解产生血管張力素I。血管張力素I基本没有生物学活性，而是经血管張力素转化酶（Angiotensin Converting Enzyme, ACE）剪切C-末端两个氨基酸残基而形成血管張力素II。血管張力素II具有高效的收缩血管作用，从而使血压升高；血管張力素II也能刺激肾上腺皮质分泌醛固酮。醛固酮能促进肾脏对水和钠离子的再吸收，继而增加体液容量，升高血压。

## 在临床医疗中的意义
过度激活的肾素-血管紧张素-醛固酮系统是产生高血压的原因之一。下面几类药物可用于抑制肾素-血管紧张素系统：
- 血管紧张素转化酶抑制剂
- 血管紧张素II受体拮抗剂
- 肾素抑制剂

## 外部連結
- 醫學主題詞表（MeSH）：Renin-Angiotensin+System